# Semanga siamensis
Semanga siamensis är en fjärilsart som beskrevs av Talbot 1936. Semanga siamensis ingår i släktet Semanga och familjen juvelvingar. Inga underarter finns listade i Catalogue of Life.